# Melzem Teichet
Melzem Teichet (en arabe : ملزم تيشط) est une commune rurale du sud de la Mauritanie, située dans le département de Monguel de la région de Gorgol.

## Géographie
La commune de Melzem Teichet est située à la pointe nord de la région de Gorgol et elle s'étend sur 464 km2.
Elle est délimitée à l’est par les communes de R'Dheidhi et d'El Ghabra, au sud par la commune d'Azgueilem Tiyab, à l'ouest par les communes de Bakhel et de Mal.

## Histoire
Melzem Teichet a été érigée en commune par l'ordonnance du 20 octobre 1987 instituant les communes de Mauritanie.

## Démographie
Lors du Recensement général de la population et de l'habitat (RGPH) de 2000, Melzem Teichet comptait 5 515 habitants.
Lors du RGPH de 2013, la commune en comptait 7 599, soit une croissance annuelle de 2,6 % sur 13 ans.

## Économie
L'agriculture est au centre de l'économie de Melzem Teichet, comme quasiment toutes les communes de la région. Mais cette économie est fragile car elle rencontre des obstacles à son développement, notamment les conditions climatiques ou le manque de moyens des agriculteurs. Pour faire face à ces obstacles, l'état ou différentes ONG financent des projets qui améliorent les conditions de vie des habitants.